# Flacillula albofrenata
Flacillula albofrenata là một loài nhện trong họ Salticidae.
Loài này thuộc chi Flacillula. Flacillula albofrenata được Eugène Simon miêu tả năm 1905.